# Herzblättrige Schwertpflanze

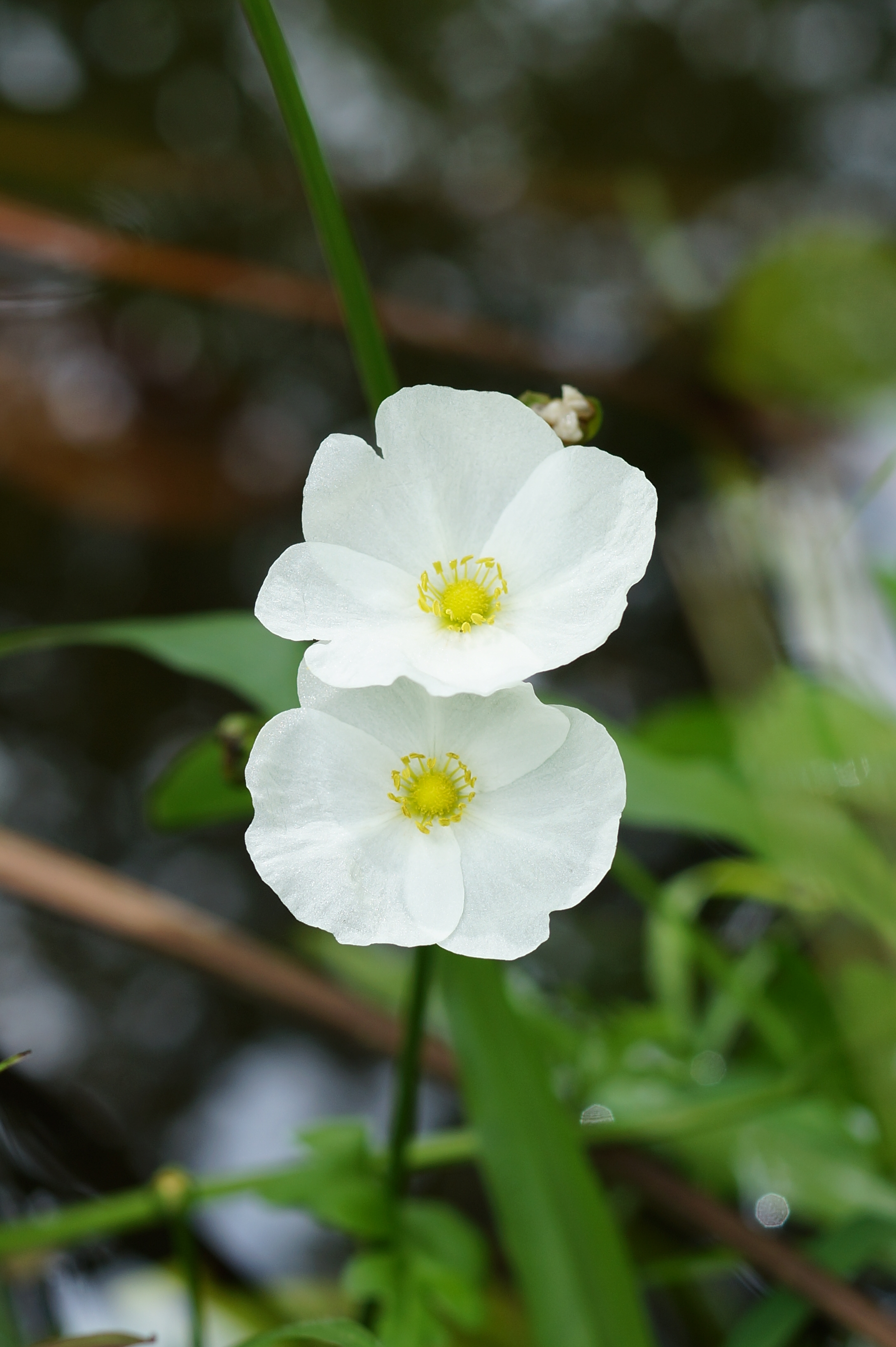
Blütenstand der Herzblättrigen Schwertpflanze

Die Herzblättrige Schwertpflanze (Echinodorus cordifolius), auch bekannt als Großer Froschlöffel, ist eine Pflanzenart aus der Gattung Schwertpflanzen (Echinodorus) innerhalb der Familie der Froschlöffelgewächse (Alismataceae). Als ansprechende und vielseitige Aquarienpflanze findet sie häufig in der Aquaristik Verwendung. Ihre großen, herzförmigen Blätter verleihen ihr ein markantes Erscheinungsbild.

## Merkmale und Wachstum
Bei dieser Sumpfpflanze handelt es sich um eine mittelgroße bis große und kräftig wachsende, ausdauernde krautige Pflanze, die Rhizome ausbildet. Unter normalen Bedingungen erreicht sie eine Höhe von 50 Zentimeter, bei guter Beleuchtung kann sie aber auch über 60 Zentimeter erreichen. Die ei- bis herzförmigen Laubblätter stehen in einer Blattrosette zusammen. Die Blattspreite ist mittelgroß, ihr Durchmesser etwa 15 Zentimeter, und die Blätter haben eine grüne Grundfarbe, die unter optimalen Lichtbedingungen rötliche Flecken aufweisen kann. Die Blätter weisen sieben bis neun leicht durchscheinende Nerven auf, die das Licht brechen und der Pflanze damit ein lebendiges Aussehen verleihen.
Die Pflanze kann über der Wasseroberfläche Blüten bilden, aus denen Samenstände reifen. Sie kann sich über Samen in feuchtem Substrat oder durch Adventivpflanzen, die sich am Blütenstiel bilden, vermehren, indem man diese abtrennt, separat einpflanzt und kultiviert.

## Vorkommen und Verbreitung
Die Herzblättrige Schwertpflanze stammt aus der Neuen Welt von den zentralen und südöstlichen Vereinigten Staaten über Mittelamerika bis Paraguay. In ihrer Heimat wächst sie im Uferbereich größerer Flüsse, in Bächen und Gräben oder in Sumpfgebieten, wo sie teilweise aus dem Wasser herausragt. Dort bevorzugt sie feuchte oder leicht überflutete Lebensräume und kann in Gebieten vorkommen, in denen das Wasser durch den Abbau von Pflanzenmaterial angesäuert wird und eine dunkle Färbung annimmt, das auch als Schwarzwasser bezeichnet wird.

## Taxonomie
Die Erstveröffentlichung der Herzblättrigen Schwertpflanze erfolgte 1753 unter dem Namen (Basionym) Alisma cordifolium durch Carl von Linné in Species Plantarum, S. 343. Die Neukombination zu Echinodorus cordifolius (L.) Griseb. wurde 1857 durch August Heinrich Grisebach in Abhandlungen der Königlichen Gesellschaft der Wissenschaften zu Göttingen, Band 7, S. 257 veröffentlicht. Das Artepitheton cordifolius bedeutet herzförmiges Laubblatt.  Weitere Synonyme für Echinodorus cordifolius (L.) Griseb. sind: Sagittaria cordifolia (L.) Lam., Sagittaria radicans Nutt., Echinodorus radicans (Nutt.) Engelm., Echinodorus fluitans Fassett, Echinodorus cordifolius subsp. fluitans (Fassett) R.R.Haynes & Holm-Niels., Echinodorus ovalis C.Wright, Echinodorus schlueteri Rataj (Schlüters Schwertpflanze).

## Aquaristik
Die robuste und anspruchslose Herzblättrige Schwertpflanze ist ideal für Aquarienanfänger und für mittlere bis große tropische Süßwasseraquarien von mindestens 200 Litern geeignet. Sie gedeiht am besten bei Temperaturen zwischen 21 °C und 28 °C und in einem pH-Bereich von 5,8 bis 7,5. Hinsichtlich der Wasserhärte ist die Pflanze anpassungsfähig, sie kommt sowohl in weichem als auch in hartem Wasser (0 bis 20 °dH) zurecht.
Die Pflanze eignet sich als Mittel- und Hintergrund- sowie als Solitärpflanze. Der mittlere Lichtbedarf ermöglicht es, sie auch in halbschattigen Bereichen des Aquariums zu platzieren. Eine gute Nährstoffversorgung, insbesondere über das Substrat, ist für ein gesundes Wachstum essentiell. Eine zusätzliche Kohlenstoffdioxid-Düngung ist nicht erforderlich.
Um eine kompaktere Wuchsform zu erzielen, können langstielige Blätter entfernt werden. Um Wachstum und Farbintensität der Blätter zu fördern, ist eine regelmäßige Eisendüngung von Vorteil.
Da die Pflanze sehr robust ist, eignet sie sich auch für Aquarien, in denen pflanzenfressende Buntbarsche gehalten werden. Dort sollte sie nicht länger als 10 Stunden am Tag beleuchtet werden.

## Besonderheiten und Zuchtformen
Aus der Stammform der Herzblättrigen Schwertpflanze wurden verschiedene ansprechende Zuchtformen entwickelt, wie beispielsweise „Echinodorus cordifolius mini“ oder „Echinodorus cordifolius Yellow Sun“, die sich durch eine geringere Wuchshöhe und besondere Farbmerkmale auszeichnen. Eine virusinfizerte Pflanze der Art wurde als „Tropica Marble Queen“, die Marmorierte Schwertpflanze, gehandelt. In der Natur wächst die Pflanze oft teilweise oder vollständig über der Wasseroberfläche, was sie zu einer interessanten Wahl für die Gestaltung von Paludarien oder als Uferbepflanzung macht.